# Bizkaitarra

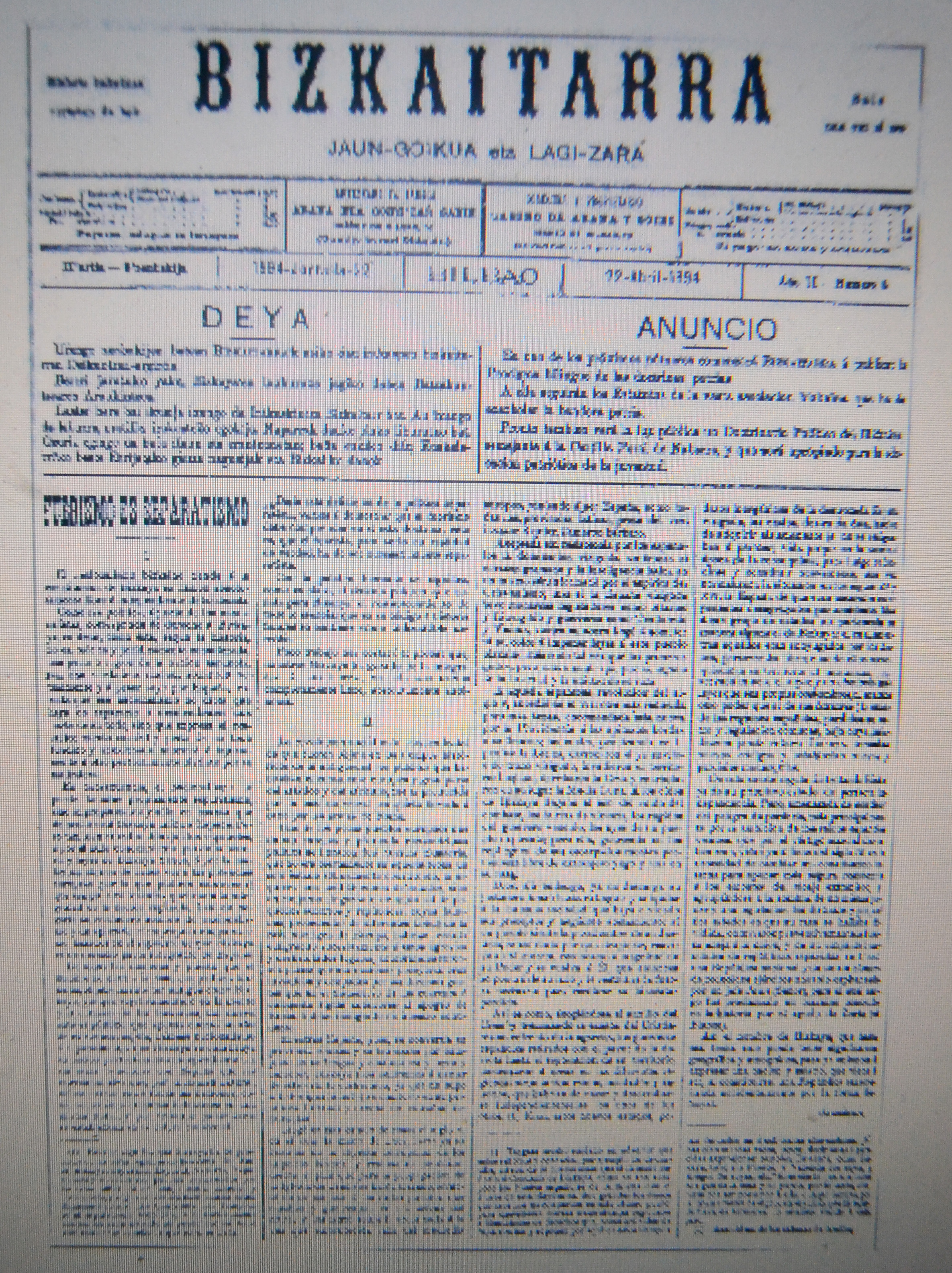
Bizkaitarra del año 1894.

Bizkaitarra fue un periódico nacionalista vasco editado por Sabino Arana Goiri entre 1893 y 1895. Después de la muerte de Arana volvió a publicarse en los años 1909 a 1913, 1916 a 1919, 1930 a 1931 y 1936.

## Historia
El 8 de junio de 1893 se publicó por primera vez. La intención inicial de Sabino Arana era publicarlo como simple hoja volandera, pero a partir del número 5, publicado el 29 de enero de 1894, pasó a tener una periodicidad mensual, para posteriormente convertirse en quincenal e incluso, en ciertas ocasiones, semanal. 
Hasta su clausura, decretada el 5 de septiembre de 1895, se publicaron 32 números, cuya tirada sería de 1500 ejemplares, una cantidad nada desdeñable en el seno de una sociedad en la que la estructura sociopolítica del nacionalismo era incipiente.
El propio Sabino Arana Goiri, además de editor y redactor, será su fundador, propietario y director. De hecho la mayor parte de los artículos de Bizkaitarra fueron realizados por Sabino Arana, recibiendo colaboraciones puntuales de otros nacionalistas de la época.
Debido a algunos de los artículos que se publicarán Sabino Arana sufrirá denuncias, procesos, multas y encarcelamientos. 
Todos los números de Bizkaitarra fueron tirados en la imprenta de Sebastián De Amorrortu en Bilbao. Inicialmente se utilizó una grafía que no era la que Sabino Arana propuso, como ejemplo cabe destacar el uso de la rr en lugar de r, el motivo fue que no llegaron a tiempo los tipos de imprenta necesario. Otras publicaciones como por ejemplo Baserritarra van a realizarse con esos tipos.
El cierre, clausura, del periódico en 1895 se debe a la publicación del artículo "La invasión maketa en Guipúzcoa", firmado con el seudónimo Baso-jaun, perteneciente a Engracio De Aranzadi "Kizkitza". En el margen se recogía la palabra Archanda, conteniendo alguna alusión personal al Gobernador o así lo entendió el mismo. Sabino Arana se negó a dar el nombre del autor por lo que fue encarcelado en la Prisión de Larrinaga de Bilbao durante cuatro meses.
- Datos: Q5548465